# Мусакова, Ольга Николаевна
О́льга Никола́евна Мусако́ва (в замужестве в 1979—2004 Ши́хирева; 22 февраля 1953) — советский и российский искусствовед, историк искусства. Ведущий научный сотрудник отдела живописи второй половины XIX — XXI веков Государственного Русского музея. Заслуженный работник культуры Российской Федерации (2021).

## Биография
Ольга Мусакова родилась 22 февраля 1953 года в Ленинграде.
Ведущий научный сотрудник отдела живописи второй половины XIX—XXI веков Государственного Русского музея. В 1996—2007 годах — доцент кафедры культурологии и искусствоведения Санкт-Петербургской художественно-промышленной академии имени А. Л. Штиглица. С 2019 года — старший преподаватель факультета теории и истории искусств Санкт-Петербургской академии художеств имени Ильи Репина.
В 1997—2002 годах была членом Экспертно-закупочной комиссии Комитета по культуре по приобретению произведений (предметов) культурно-исторического наследия и современного изобразительного искусства Администрации Санкт-Петербурга.С 2008 года — эксперт по культурным ценностям Министерства культуры РФ.
В 2002 году принимала участие в выборах депутатов Законодательного собрания Санкт-Петербурга третьего созыва от «Санкт-Петербургской общественно-политической организации „Политический центр“»; проиграла.

## Участие в творческих и общественных организациях
- Член Союза художников России[2]

## Награды
- Медаль «В память 300-летия Санкт-Петербурга» (2004)
- Нагрудный знак «За достижения в культуры» (2002)
- Заслуженный работник культуры Российской Федерации (25 июля 2021 года) — за большой вклад в развитие отечественной культуры и искусства, многолетнюю плодотворную деятельность[6].